# Buchecker

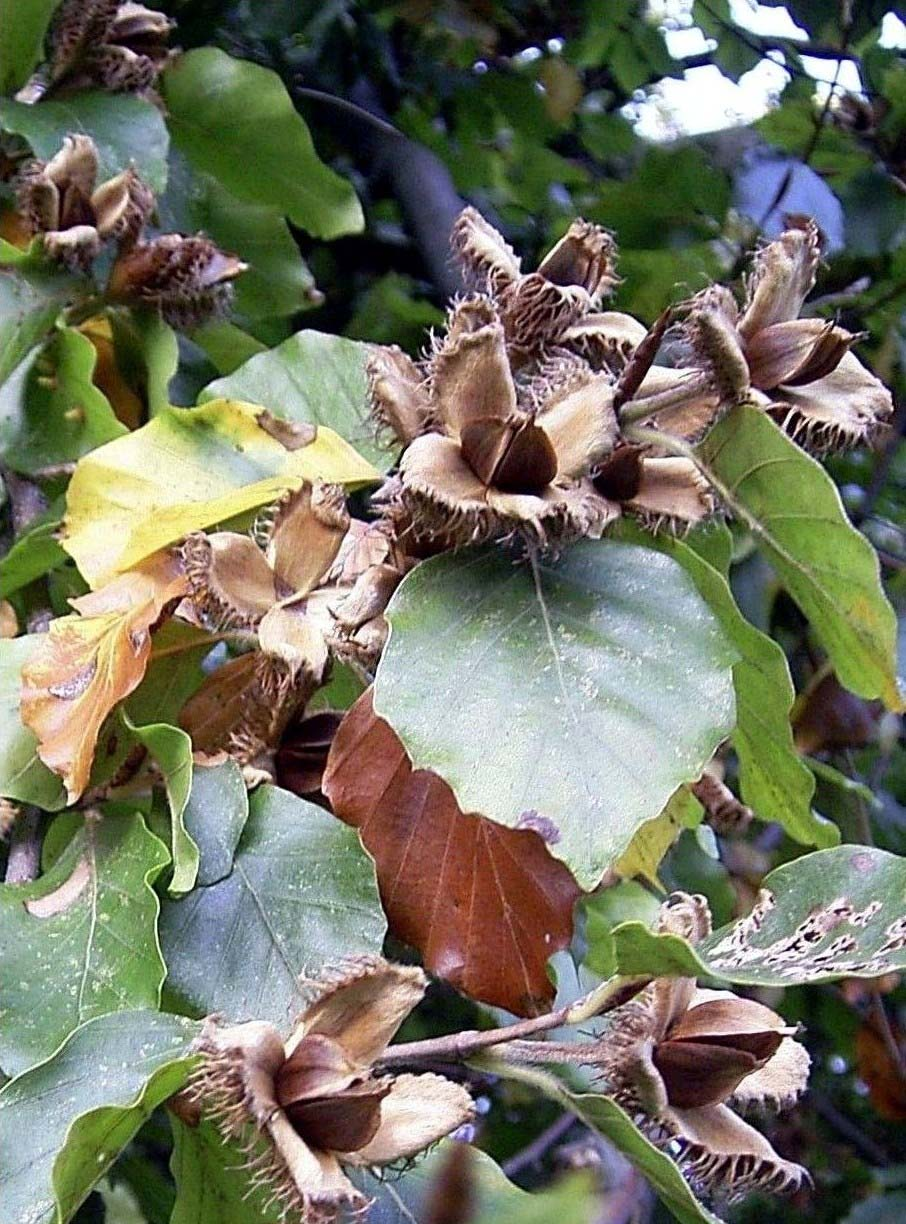
Bucheckern

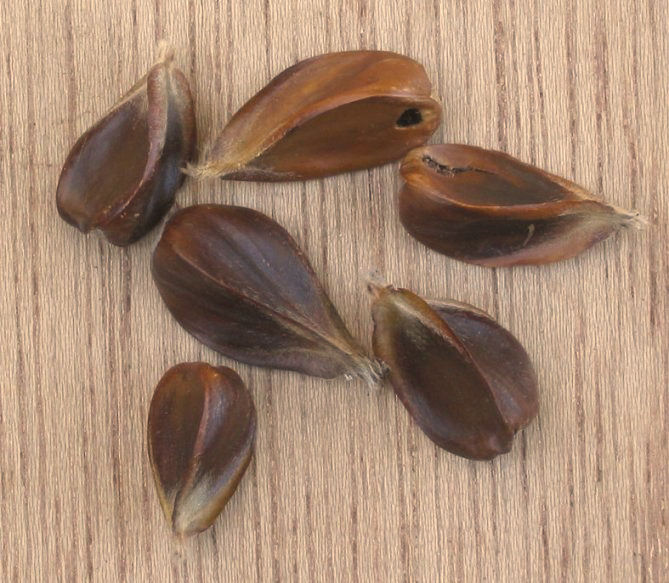
Bucheckern einzeln

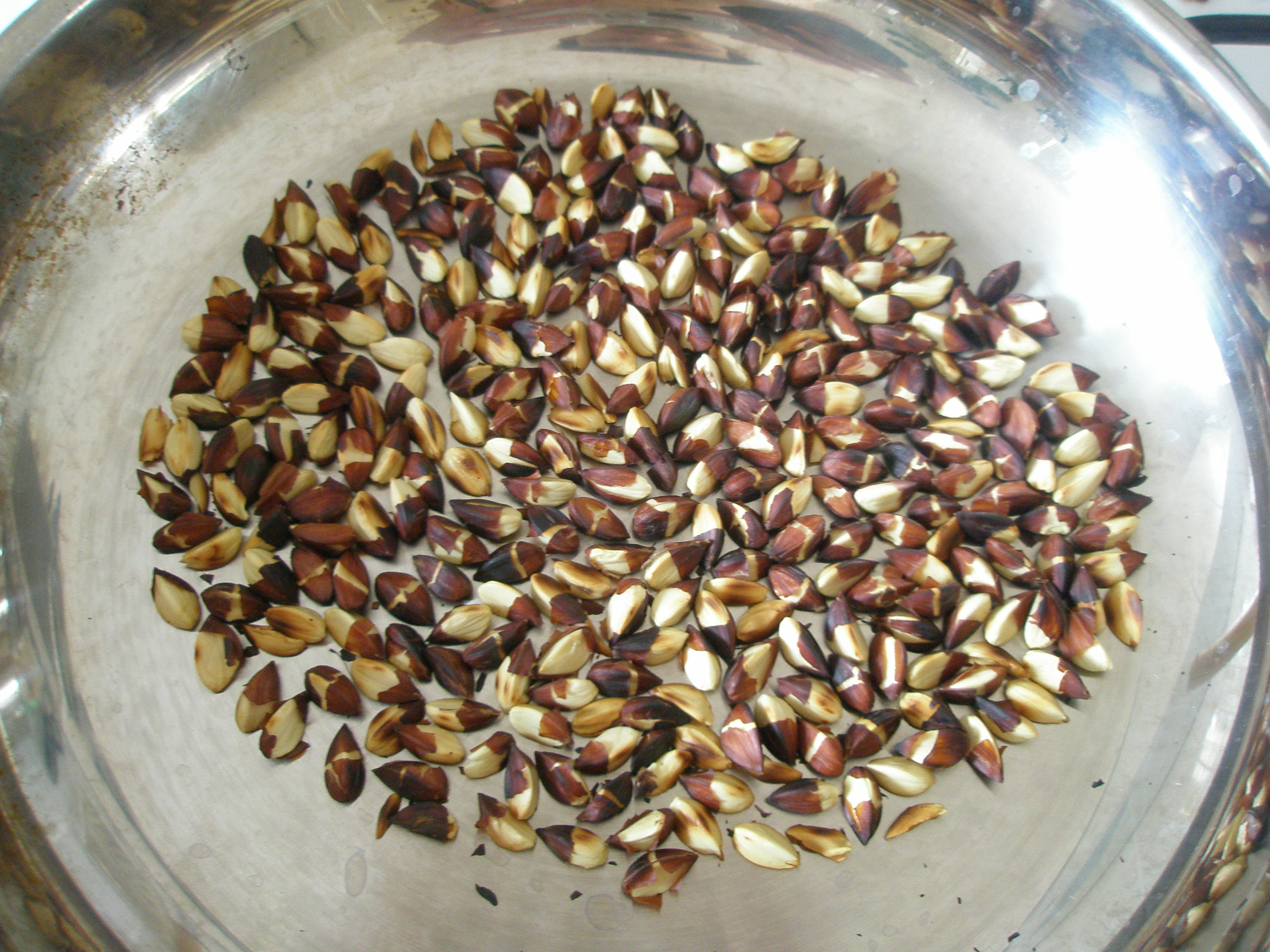
Geröstete Bucheckern

Bucheckern (in der Schweiz: Buchennüsschen) sind die Früchte der Rotbuche (Fagus sylvatica).
Die scharf-dreikantigen, eiförmigen, etwa 1,5 Zentimeter großen Nüsschen der Buche sitzen zu zweit in einem kurz gestielten, weichspitzigen, vierlappigen, etwa 15–25 mm langen Fruchtbecher (Cupula) und sind von einer braunglänzenden Schale umgeben. Reichen Fruchtbehang gibt es bei der Buche alle 5 bis 8 Jahre.
Eine Buche produziert Bucheckern, wenn sie ein Alter zwischen 40 und 80 Jahren erreicht hat. Nach einem trockenen heißen Jahr fällt die Bucheckerernte besonders reichlich aus, wobei die Erträge leicht alternierend sind, d. h. einem reichen Bucheckerjahr folgt in jedem Fall eine geringe Bucheckerernte, auch wenn die klimatischen Voraussetzungen gut sind. Bucheckern werden etwa im September reif.
Die Bucheckern werden von Vögeln und Nagetieren geschätzt und spielten in der Vergangenheit auch in der menschlichen Ernährung eine Rolle. Für Pferde hingegen sind Bucheckern schon ab Mengen von 300 bis 1.000 g giftig. Vereinzelt wird von Todesfällen berichtet. Trotz ihrer auch für den Menschen leichten Giftigkeit wurde im 19. Jahrhundert (und in der Notzeit nach dem Zweiten Weltkrieg) aus den Nüssen in Ölmühlen Öl gepresst, welches sowohl beim Kochen als auch als Lampenöl Verwendung fand. In diesen Zeiten ergänzten die Bucheckern, die damals auch „Bucheln“ genannt wurden, die Nutzung des Waldes zum Zwecke der Mast. Auch zur Herstellung von Kaffeeersatz wurden Bucheckern ähnlich wie Eicheln verwendet.
Der Lipidgehalt von Bucheckern wird mit 40,7 % angegeben,
wobei der Embryo bis zu 46 % Öl enthalten kann. Rohe Bucheckern enthalten viel Oxalsäure. Auch deshalb können nach dem Genuss größerer Mengen Beschwerden auftreten. Ihre leichte Giftigkeit rührt daher, dass die rohen Nüsse Alkaloide und Trimethylamin (auch Fagin von lat. fagus für Buche genannt) enthalten.
Der übermäßige Genuss roher Bucheckern kann durch den Wirkstoff Fagin zu Vergiftungserscheinungen führen. Die giftigen Substanzen in den Bucheckern können jedoch durch Rösten abgebaut werden. Zudem führt leichtes Rösten zu einem besseren Aroma der Nüsse.

## Heraldik
Als gemeine Figur in Wappen wird die Buchecker „Buchel“ genannt.